# فرنسيسكو مارتينيز (ممثل)
فرنسيسكو مارتينيز (بالإسبانية: Francisco Martínez Soria)‏ هو مخرج وممثل إسباني، ولد في 18 ديسمبر 1902 بتاراثونا في إسبانيا، وتوفي في 26 فبراير 1982 بمدريد في إسبانيا بسبب نوبة قلبية.

## وصلات خارجية
- فرنسيسكو مارتينيز على موقع IMDb (الإنجليزية)
- فرنسيسكو مارتينيز على موقع ألو سيني (الفرنسية)
- فرنسيسكو مارتينيز على موقع أول موفي (الإنجليزية)
- فرنسيسكو مارتينيز على موقع ديسكوغز (الإنجليزية)
- فرنسيسكو مارتينيز على موقع قاعدة بيانات الفيلم (الإنجليزية)
- فرنسيسكو مارتينيز على موقع كينوبويسك (الروسية)